# Osagi Bascome
Osagi Bascome (ur. 17 kwietnia 1998 w Hamilton, zm. 18 grudnia 2021 na Wyspie Świętego Dawida) – bermudzki piłkarz, grający na pozycji pomocnika.

## Kariera
W sezonie 2015/2016 znajdował się w składzie Atlético Levante, ale nie rozegrał żadnego meczu w barwach klubu. Po zakończeniu sezonu przeszedł do Bristol City.
Był reprezentantem kraju. Zadebiutował 4 czerwca 2016 w przegranym 0:1 meczu z Dominikaną. Został powołany na Złoty Puchar CONCACAF 2019.
W grudniu 2021 roku w wyniku sprzeczki został dźgnięty nożem przed restauracją na Wyspie Świętego Dawida, wskutek czego zmarł.

## Statystyki ligowe
| Sezon         | Klub            | Liga             | Mecze | Gole |
| ------------- | --------------- | ---------------- | ----- | ---- |
| 2018/2019 (j) | Massanassa CF   | Primera Regional | 8     | 2    |
| 2018/2019 (w) | Darlington F.C. | Conference North | 2     | 0    |
| 2019/2020     | Darlington F.C. | Conference North | 11    | 0    |